# Myoxocephalus sinensis
Myoxocephalus sinensis är en fiskart som först beskrevs av Sauvage, 1873.  Myoxocephalus sinensis ingår i släktet Myoxocephalus och familjen simpor. Inga underarter finns listade i Catalogue of Life.